# Kassandra (personaggio)
Kassandra è un personaggio immaginario del videogioco Assassin's Creed: Odyssey, dodicesimo capitolo principale della serie di Assassin's Creed; ella è, insieme al fratello Alexios, uno dei due protagonisti della storia selezionabili dal giocatore prima di iniziare la partita.
Kassandra era la sorella di Alexios e la nipote, da parte di sua madre Myrrine, del re Leonida di Sparta. Nonostante fosse stata cresciuta dal marito della madre, Nikolao, in seguito fu rivelata figlia biologica del filosofo Pitagora; essendo una diretta discendente degli Isu, possedeva delle abilità speciali uniche.
Nella seconda metà del quinto secolo a.C. Kassandra divenne una mercenaria molto nota nell'Antica Grecia, ottenendo il soprannome di "Ombra dell'Aquila", e combatté durante la Guerra del Peloponneso. Ella, inoltre, venne a conoscenza dei segreti della Setta di Cosmos, un'organizzazione senza scrupoli che si poneva l'obiettivo di controllare tutta la Grecia; per la sua opposizione alla setta, Kassandra è considerata una dei primi precursori della Confraternita degli Assassini.

## Biografia

### Gli inizi
Kassandra nacque nel 453 a.C. ed è la nipote di Re Leonida. Fin da bambina viene cresciuta e addestrata secondo le usanze spartane e gli viene dato in regalo la lancia spezzato del suo nonno, la Lancia di Leonida che in realtà è un manufatto Isu. A causa della sua discendenza prestigiosa, le furono poste grandi speranze per vivere come Leonida, con forza e valore. Il suo patrigno, Nikolao, la addestrò spesso nella speranza che lei seguisse le sue orme. Ad un certo punto, l'Oracolo di Apollo a Delfi ha trasmesso una profezia in cui il fratello minore di Kassandra, Alexios (che all'epoca era un neonato), avrebbe portato alla caduta di Sparta in futuro. Per evitare ciò, Alexios doveva essere sacrificato sul monte Taigeto, nonostante l'appello di Myrrine a Nikolaos di fermarlo. Mentre un sacerdote stava per lasciare Alexios nel vuoto, Kassandra tentò di fermare il sacrificio, ma invece spinse il sacerdote e Alexios alla loro apparente morte. Kassandra fu condannata come traditrice di Sparta, portando il suo patrigno a ucciderla facendola cadere dalle montagne.
Kassandra sopravvisse ma del fratello non trova traccia credendo che fosse morto, così la bambina partì per mare e per puro caso un'aquila decise di unì a lei, successivamente l'aquila verrà chiamata Ikaro. Sbarca sull'Isola di Cefalonia dove viene adottata dal truffatore Marko che le da una casa. Kassandra crebbe diventando un'abile guerriera fino ad intraprendere il mestiere di misthios. Con Ikaro accanto nacque la leggenda che ella sia stata scelta da Zeus in persona e gli viene assegnato il soprannome di "Ombra dell'Aquila". Diventata adulta conobbe una bambina di nome Febe diventando la sua migliore amica.

### Il viaggio
Mentre svolge una commissione per Marko, Kassandra si imbatte in dei banditi nei pressi di Sami. Dopo averli massacrati, incontra un uomo misterioso di nome Elpenore, proveniente dalla Focide, rivelatosi il mandante dei criminali. Riconosciute le notevoli abilità della misthios, eccellente sia in furtività che in combattimento, le chiede di recuperare per lui la Tela di Penelope, presidiata da dei banditi presso la reggia di Ulisse nella vicina Itaca, in cambio di denaro.
Una volta recuperata la tela, Kassandra si reca da Elpenore presso il tempio di Zeus, ma quest'ultimo rivela di averla mandata ad Itaca con l'unico scopo di metterla alla prova. 
Avendo soddisfatto pienamente le aspettative di Elpenore, a Kassandra viene proposto un altro contratto da mercenario: avrebbe dovuto portare ad Elpenore la testa del Lupo di Sparta, valoroso generale spartano al comando dei soldati spartani in Megaride.
Kassandra accetta il contratto, ma non ha una nave per recarsi in terraferma. Grazie ad una fortunata coincidenza, ella ha modo di raggiungere il Lupo salvando Barnaba, capitano dell'Adrestia, dal ciclope, capo dei banditi di Cefalonia. 
Prima di partire, Kassandra parlò a Barnaba del perché doveva recarsi proprio in Megaride, che allora era il centro della guerra del Peloponneso a causa della sua posizione strategica fra Atene e Corinto. Kassandra disse a Barnaba del Lupo, e scoprì che in realtà il Lupo era suo padre Nikolaos. Mossa dalla sete di vendetta e dal voler ricevere spiegazioni, fece presto a salpare per la Megaride.

### Setta di Cosmos

#### La verità
Raggiunte le coste della Megaride, Kassandra trova un blocco navale ateniese presso Paghe, così lo sperona attirando le attenzioni degli spartani. Attraccata presso Paghe, Kassandra giunge all'accampamento spartano nella Foresta occupata di Tripodiskos. Lì incontra Stentore, figlio adottivo di Nikolaos, che le affida l'incarico di indebolire gli ateniesi a Megara per giungere alla battaglia finale.
Kassandra esegue perfettamente gli ordini e si distingue nella battaglia di conquista, tanto che fu Nikolaos stesso a chiederle udienza presso la Grotta del campo di battaglia. Lì la misthios rivela la sua identità al padre, il quale pentito delle proprie azioni, la avverte di fare attenzione ai serpenti nell'erba.
Dopo l'incontro con il padre, Kassandra raggiunge Elpenore a Cirra, scoprendo che quest'ultimo voleva solo usarla per poi ucciderla. Ella subisce un'imboscata dalle guardie di Elpenore, il quale riesce a fuggire mentre l'Ombra dell'Aquila fronteggiava le guardie.
Kassandra rifletté sulle parole del padre e capì che il serpente nell'erba era Elpenore, così iniziò a dargli la caccia in Focide, dapprima nel forte di Farsala, poi spostandosi nella valle del Serpente. Lì Kassandra trova ed uccide Elpenore, che rilascia dalle sue tasche un insolito frammento dorato.

#### La setta segreta
Recatasi presso il tempio di Apollo a Delfi per incontrare Barnaba, Kassandra incontra il cantastorie Erodoto, che le suggerisce di chiedere un'udienza alla Pizia. Kassandra pone domande sensibili alla Pizia riguardo alla sua famiglia e alla guerra, per poi essere allontanata dalle stesse guardie che proteggevano Elpenore. Kassandra ne parlò ad Erodoto, che la avvertì riguardo alla Setta di Cosmos, un'organizzazione segreta che controllava entrambe le fazioni in guerra e poteva aver corrotto la Pizia per non far circolare informazioni sensibili.
Kassandra si recò alla villa della Pizia presso la Chora di Delfi, ottenendo con la forza informazioni riguardo alla setta. Kassandra scoprì che l'organizzazione segreta si riuniva nella grotta di Gaia, sotto il tempio di Apollo, e che i suoi adepti erano persone di spicco del mondo greco provenienti da tutte le poleis.
L'Ombra dell'aquila si procurò una maschera e un abito per fingersi un adepto, per poi infiltrarsi ad una riunione della setta. Lì scoprì che la Setta aveva anche il controllo sui giochi olimpici, il mercato delle armi, il commercio di schiavi, la costruzione di navi e varie cave di argento e marmo, per cui gli adepti guadagnavano grazie alla guerra favorendo sia Sparta che Atene. Durante l'incontro Kassandra incontrò Deimos, detto anche il prescelto, creduto una semidivinità e un combattente invincibile, il quale era l'arma della setta. Infatti i membri dell'organizzazione tramavano di rapire anche i suoi familiari, appartenenti alla stirpe di Leonida e discendenti degli Isu, per utilizzare il loro sangue divino a scopi malvagi. Kassandra scoprì che Deimos era suo fratello Alexios, creduto morto, che venne allevato dalla setta per diventare un guerriero spietato.

#### La Prima Civilizzazione
A seguito delle vicende di Delfi, Kassandra volle recarsi ad Atene, allora centro del mondo e patria di filosofi, matematici, drammaturghi ed astronomi, per incontrare Pericle con la speranza di trovare contatti con la madre, che a seguito degli avvenimenti sul Taigeto fuggì da Sparta. Prima di raggiungere Atene però, Kassandra si incontrò con Erodoto alle Termopili. Lì Erodoto impugna la lancia di Leonida presso il Leone di Leonida ed ha una visione della morte del re spartano, ottenendo così una prova che quella lancia fosse autentica. Erodoto informò Kassandra della presenza di un'insolita struttura sull'isola di Andro eretta dalla civiltà che venne prima e le disse che quella potente lancia fosse stata forgiata dall'antica civiltà. I due decidono così di salpare per Andro e visitare l'antico sito. Kassandra lì spalanca l'enorme porta di accesso grazie alla lancia, ed utilizza il frammento dorato rilasciato da Elpenore per potenziare la sua lancia. Uscita dall'antica forgia, incontra suo fratello Deimos che le intima di non intralciare i piani della setta o perirà assieme al loro futuro bersaglio, Atene. 

### In viaggio per la Grecia

#### La ricerca di Myrrine
Dopo questo strambo incontro Kassandra raggiunge Atene, e con Erodoto riesce ad incontrare Pericle presso la Pnice, dove si stava tenendo un dibattito su cosa fare per salvare Atene dalla stretta degli spartani che incombevano nelle campagne dell'Attica. Cleone mosse una feroce campagna contro Pericle accusandolo di non avere a cuore gli ateniesi. Pericle si recò così alla sua villa, mentre Kassandra svolgeva degli incarichi per lui, così da poter prendere parte al simposio. Svolgendo gli incarichi di Pericle, Kassandra conobbe Aspasia di Mileto, coniuge di quest'ultimo, che disse di poterla aiutare per trovare la madre. Aspasia mandò Kassandra prima a Corinto, dove incontrò l'etera Anthousa e sconfisse il Mercante, membro della Setta grazie al quale Kassandra scoprì che sua madre si faceva chiamare Fenice. In seguito Kassandra si reca ad Argo dove incontra il medico Ippocrate e la sacerdotessa di Era Criside. Kassandra scopre grazie ad Ippocrate che Alexios venne dato per morto ed allora la madre scomparve. Scoprì invece che Criside era un membro della Setta, aveva rapito ed allevato lei Alexios trasformandolo in un mostro, e così faceva con altre centinaia di bambini torturandoli per farli diventare soldati della setta.
Come ultimo incarico per Aspasia, Kassandra si recò all'isola di Ceo per incontrare la piratessa Xenia. Svolse degli incarichi per la regina dei pirati, distruggendo le navi nemiche migliorando la reputazione di Ceo. Grazie alla sua dedizione, Kassandra entra nelle amicizie di Xenia, che le rivela che Fenice fu una piratessa per suo conto, profondamente ferita per la perdita di entrambi i figli. Kassandra scoprì allora che sua madre si recò sull'isola di Nasso e ne diventò capo per conto di Sparta. 

#### La morte di Pericle e Febe
Kassandra torna ad Atene per informare Aspasia sulle sue ricerche e trova la città in pessimo stato scoprendo che è scoppiata un'epidemia. Si reca al palazzo di Pericle dove scopre da Aspasia che il monarca è malato anch'esso e si rifiuta di prendere le medicine prescritte da Ippocrate. Kassandra dopo aver parlato brevemente con Pericle e averlo convinto di prendere le medicine, si mette alla ricerca di Febe. Quest'ultima nonostante l'epidemia che circola ha deciso di svolgere un incarico per Aspasia. Kassandra la rintraccia e scopre che è braccata dagli uomini della Setta di Cosmos. Dopo averli uccisi la mercenaria scopre che la sua amica è morta. Sconvolta per la morte della bambina si fa dire da Socrate e Ippocrate dove si trova Pericle. Kassandra raggiunge il Partenone dove trova Aspasia fuori incolpandola della morte della bambina. La loro lite viene interrotta dall'arrivo di Socrate e Ippocrate che incitano le due ad entrare nel Partenone. Dentro vi trovano Alexios che taglia la gola a Pericle. Come nuovo monarca viene seguito da Cleone e ordina la cattura di Aspasia. Kassandra decide di portarsela con sé fino a Nasso e si saluta con Socrate e Ippocrate che decidono di rimanere ad Atene.

#### L'arrivo a Nasso
L'ombra dell'aquila si reca dunque a Nasso, dove incontra finalmente la madre Myrrine, che la riconosce grazie alla lancia di Leonida e la abbraccia.
Myrrine e Kassandra si promettono di tornare a Sparta, non prima di aver incontrato il vero padre di Kassandra ed Alexios e non prima di aver sconfitto la vicina isola di Paro, che da tempo attaccava Nasso per conto di Atene ed era comandata da un membro della setta. Kassandra uccide i sicari della setta, libera il luogotenente di sua madre per poi affondare la flotta di Paro. Una volta fatto tutto questo, Kassandra affronta il membro della Setta di Cosmos affondando le sue ultime navi per poi abbordare la sua nave ed ucciderlo. Liberato Nasso dalla minaccia di Paro, Myrrine affida l'isola al suo braccio destro Timo e rivela a Kassandra che potrà trovare informazioni su suo padre sull'isola di Thera, l'odierna Santorini.

### Lavorando per Sparta

#### I due re di Sparta
Dopodiché Kassandra e Myrrine si recano a Sparta per reclamare la cittadinanza dai re Archidamo e Pausania. Le due scoprono che un membro della setta è uno dei due re di Sparta e per scoprire chi sia dei due Kassandra decide di lavorare per entrambi. Re Archidamo, il più anziano, ha ancora un conto in sospeso con Myrrine e non si fida di Kassandra. Stessa cosa per Pausania, che inizialmente sembra più accogliente ma poi si comporta in maniera losca. I due re concordano sul fatto che per ottenere la cittadinanza, Kassandra debba prima compiere imprese gloriose per Sparta. Archidamo vuole consolidare il controllo della Beozia, mentre Pausania vuole una vittoria spartana alle Olimpiadi. 

#### Le Olimpiadi
Kassandra ha come compito quello di scortare il campione di Sparta nell'Elide affinché partecipi alle Olimpiadi. La mercenaria recupera il campione Testicle per poi condurlo a destinazione. Tuttavia Testicle è ubriaco e accidentalmente cade in mare venendo mangiato dagli squali, così Kassandra decide di sostituirlo rappresentando Sparta ai giochi Olimpici. Kassandra si scrive al pancrazio partecipando alle gare di lotta affrontando tutti i campioni. Durante una pausa dalle competizioni, il suo amico Alcibiade partecipa a una festa privata venendo avvelenato, così la misthios comincia a indagare sull'accaduto e scopre che il campione olimpico Callia è un membro della Setta di Cosmos. Kassandra uccide il campione olimpico e rimedia l'antidoto per Alcibiade salvandolo. Dopodiché la mercenaria ritorna a partecipare alle competizioni sconfiggendo gli avversari rimasti permettendo a Sparta di vincere le Olimpiadi.

#### La campagna in Beozia
Ottenuta la gloria alle Olimpiadi, l'Ombra dell'aquila si reca in Beozia sulle montagne confinanti all'Attica, ove è situato un accampamento spartano. Lì incontra Stentore che guida la spedizione ed eventualmente Nikolao se non lo ha ucciso. Come incarico Kassandra riceve l'ordine di assassinare i quattro campioni della Beozia: Aristeo, Dracone, Nesea e Deianira. Il primo si prodiga ad addestrare le truppe ateniesi e Kassandra lo uccide nel suo forte. Il secondo invece è un lottatore molto forte che tende spesso a cosparsi di olio il corpo e viene ucciso da Kassandra durante un suo allenamento. Nesea invece è una cacciatrice che abita nei boschi come le Figlie di Artemide e viene uccisa dalla mercenaria nel suo ambiente di caccia. Deianira invece è una semplice guerriera, ma Kassandra scopre che è un membro della Setta di Cosmos e dopo un duro combattimento riesce ad ucciderla. Dopo aver ucciso i quattro campioni Kassandra partecipa alla battaglia conquista combattendo per Sparta riuscendo a conquistare la Beozia.

#### Il re fantoccio di Sparta
Kassandra dopo varie ricerche riesce a scoprire finalmente quale dei due re sia un membro della setta di Cosmos, ovvero, Pausania. Kassandra insieme a sua madre Myrrine si reca nuovamente a Sparta dove organizzano un incontro coi due re presieduto dagli efori. Kassandra mostra le prove del tradimento di Pausania e gli efori gli tolgono la carica di re destituendolo. Dopo aver scoperto il traditore, Archidamo dona la cittadinanza spartana alle due e gli dona nuovamente la loro casa. Kassandra nonostante abbia smascherato il traditore decide di ucciderlo ugualmente. Così, dopo averlo rintracciato, Kassandra uccide Pausania.

### La distruzione della Setta di Cosmos

#### La Battaglia di Pilo
Nel 425 a.C. Kassandra partecipa alla battaglia di Pilo combattendo per l'esercito Spartano guidato da Brasida. Negli scontri la mercenaria scopre che suo fratello Alexios combatte per Atene e uccide Brasida. Kassandra e Alexios cominciano a combattere e alla fine quest'ultimo sconfigge la sorella per poi imprigionarla ad Atene. Ella cerca ancora di far capire al fratello che la setta lo vuole solo usare ma le sue parole non fanno effetto su Alexios. Sul luogo giunge Cleone rivelando di far parte della setta e che è stato lui a progettare l'assassinio di Pericle definendolo debole e che solamente lui possa guidare Atene verso la gloria. Cleone ordina a due guardie di uccidere Kassandra per poi congedarsi. La mercenaria sconfigge con facilità le due e viene liberata da Barnaba e Socrate.

#### Il traditore Cleone
Dopo essersi liberata si reca alla casa di Pericle e qui insieme a Socrate, Aristofane, Alcibiade, Ippocrate e Barnaba organizzano un piano per spodestare Cleone. Socrate chiede alla mercenaria di recarsi nella sua casa per cercare prove della sua corruttibilità, Aristofane invece vuole organizzare uno spettacolo teatrale dove prendono in giro Cleone. Kassandra recupera le prove dalla casa di Cleone e insieme a Socrate le mostra ai cittadini di Atene. In seguito Kassandra va a cercare l'attore di Aristofane ma egli non vuole recitare se non è accompagnato dalla sua musa Caterina. Così Kassandra si reca dalla musa e quest'ultima le rivela che il comandante Rexenore l'avrebbe uccisa se avesse aiutato l'attore ad andare sul palcoscenico. Kassandra si reca alla ricerca del comandante scoprendo che fa parte della Setta di Cosmos. La misthios lo uccide e permette a Caterina di aiutare l'attore a recitare. Dopo aver screditato Cleone ella riceve un messaggio scoprendo che Brasida è ancora vivo e si appresta ad affrontare Cleone ad Anfipoli. Kassandra si reca in Macedonia nel 422 a.C. e dopo essersi ricongiunta con l'amico affronta in battaglia gli ateniesi e sul campo di battaglia giunge anche Alexios che uccide definitivamente Brasida. Kassandra comincia un nuovo scontro contro il fratello ma quest'ultimo viene colpito da una freccia da Cleone. Kassandra insegue il demagogo e alla fine lo uccide definitivamente.

#### La morte di Alexios
Poco tempo dopo Kassandra si riunisce con sua madre che gli comunica della morte di Brasida e di Alexios, dopodiché le due si recano sul Monte Taigeto per porre fine una volta per tutte al loro passato per cominciare una nuova vita. Qui sorpresi trovano Alexios ancora in vita. Myrrine e Kassandra provano a far ragionare Alexios facendogli capire che lui è stato sfruttato dalla setta ma inutilmente. Alexios con una lama nascosta uccide Myrrine e affronta Kassandra in un duello all'ultimo sangue e alla fine la misthios uccide Alexios ponendo fine alla leggenda di Deimos. (Assassin's Creed Odyssey essendo un gioco di ruolo puoi scegliere i vari finali.)

#### La caccia ai restanti membri
Kassandra ormai stanca delle azioni della setta decide di dare la caccia ai restanti membri per distruggere definitivamente la setta. Viaggia da una parte all'altra della Grecia scovandoli tutti e uccidendoli uno ad uno. La misthios dopo aver ucciso molti dei membri più importanti della setta scova i capi delle diverse fazioni che di fatto sono i veri artefici della Guerra del Peloponneso e i loro vari avvenimenti. Dopo vari anni alla fine Kassandra uccide tutti i 42 cultisti e recupera i loro frammenti dell'antico manufatto.

#### Il Fantasma di Cosmos
Kassandra ha ormai ucciso tutti i membri della setta, dopodiché ritorna sotto il loro santuario situato a Delfi per investigare meglio sul loro manufatto. Una volta toccato qui Kassandra gli appare davanti un ologramma di Pitagora che parla direttamente alla mercenaria. Qui Pitagora rivela che lui e altre persone formarono un gruppo per far tramandare la conoscenza, ma alcuni membri erano contrari e pensavano che solamente il controllo poteva salvare il mondo e da lì nacque la Setta di Cosmos. Pitagora spiega che anche se Kassandra ha distrutto la setta il mondo avrà delle conseguenze perché il mondo ormai è governato da "Ordine" e "Caos". Successivamente Pitagora fa vedere eventi futuri dove mostra l'infinita guerra tra Assassini e Templari facendo capire che gli Assassini sono "Ordine" e i Templari il "Caos". Nelle ultime parole Pitagora chiede a Kassandra di risolvere i problemi che ha causato lui. Subito dopo compare Aspasia che rivela di essere il "Fantasma di Cosmos" e la loro leader. La donna rivela che in origine la setta era nata con l'obiettivo di far durare la pace ma quando Alexios entrò nella setta diventando Deimos cominciò a scalare i ranghi diventando il nuovo leader e spodestando Aspasia. Aspasia disse che Alexios trasformò la setta fino a renderla marcia all'interno, così ella la lasciò e si alleò con Kassandra per distruggerla. La donna rivela che ormai la setta è distrutta e vuole creare un nuovo ordine affinché un solo leader comandi per mantenere la pace. Kassandra decide di uccidere Aspasia e il manufatto chiudendo definitivamente il capitolo sulla setta di cosmos.

### L'Ordine degli Antichi

#### Una nuova setta e nuovi alleati
Durante le sue scorribande, nel 429 a.C. Kassandra riceve una nota su dei misteriosi attacchi in Macedonia così decide di recarsi nella regione per indagare. Qui trova un villaggio in fiamme assaltato da soldati persiani. Nel luogo conosce una persona di nome Nataka che insieme liberano diversi prigionieri e uccidono i soldati. Dopo averli uccisi comincia a seguire le tracce per poi venire aggredita da un misterioso individuo con una strana arma. I due si affrontano e nel luogo giunge Nataka che rivela di essere il figlio dell'aggressore. Nataka e il padre lasciano il luogo dando appuntamento a Kassandra in una grotta. La misthios si reca sul luogo e qui conosce il padre di Nataka: Dario. Quest'ultimo rivela alla misthios la sua storia: lui è l'assassino di Re Serse e che per anni ha combattuto contro un'organizzazione segreta che controlla la Persia chiamata Ordine degli Antichi. Dario rivela che dopo aver ucciso il re l'ordine ha dato la caccia a lui uccidendo tutta la sua famigli tranne Nataka e che da sempre fuggono da loro. Dario rivela che l'Ordine si trova in Macedonia per cercare Kassandra perché la definiscono una "Corrotta" ovvero un individuo con abilità eccezionali che possono distruggere il mondo. Nataka rivela all'amica che in Macedonia si trova una fazione dell'ordine chiamata "Ordine del Cacciatore" guidati da un uomo soprannominato "Il Cacciatore". Kassandra decide di aiutare i due a fuggire dalla Macedonia e di uccidere tutti i membri dell'Ordine del Cacciatore. Kassandra insieme a Dario e Nataka cominciano a cercare i luogotenenti de Il Cacciatore riuscendo a trovarli e ucciderli tutti finché nel 422 a.C. il leader stesso decide di affrontare apertamente Kassandra in un duello venendo sconfitto definitivamente. Sul luogo giungono Dario e Nataka e Il Cacciatore prima di morire ha un dialogo con Dario rivelando il vero nome di quest'ultimo: Artabano. Esalato l'ultimo respiro, Dario rivela ai due che Il Cacciatore si chiamava Pactia e insieme a lui e ad un'altra persona di nome Amorge hanno combattuto per la Persia finché Pactia e Amorge si sono uniti all'Ordine e quest'ultimo ha scalato i ranghi diventando il nuovo leader. Sconfitto Il Cacciatore e la sua fazione, Dario e Nataka si separano da Kassandra sperando un giorno di rivedersi.

#### L'Ordine della Tempesta
Tempo dopo, nel 422 a.C. Kassandra riceve una richiesta d'aiuto da Dario rivelando di raggiungerli in Acaia. La misthios trova l'assassino e questi rivela che lui e Nataka volevano fuggire in mare e che suo figlio si è messo a cercare una nave ma non è ancora tornato, inoltre una strana flotta controlla le acque in Acaia. Kassandra e Dario si mettono alla ricerca di Nataka scoprendo che è vivo e che stava aiutando delle persone prigioniere in un forte comandato dalla Setta di Cosmos. Kassandra s'intrufola nella fortezza liberando i prigionieri e scoprendo che la Setta di Cosmos e l'Ordine degli Antichi sono alleati e che si aiutano a vicenda. Dopo aver liberato i prigionieri si reincontra con Dario e Nataka e vengono raggiunti da una delle prigioniere chiamata Cleta che rivela che la regione Acaia è sotto il controllo di un gruppo chiamato "Ordine della Tempesta" guidati da una donna chiamata appunto "La Tempesta". I tre capiscono che si tratta di nuovo dell'Ordine degli Antichi e insieme organizzano un piano per distruggere anche questa fazione. Kassandra si reca da Cleta e scopre che quest'ultima è la madre della "La Tempesta" e il suo vero nome è Fila. Kassandra rintraccia ogni membro della fazione della Tempesta e insieme a Dario e Nataka cerca di scoprire indizi sulla loro leader, inoltre ottengono i progetti su un'arma da installare sull'Adrestia. La Tempesta ingaggia dei mercenari per uccidere Kassandra ma alla fine ella li uccide tutti. Sconfitti tutti i membri della sua fazione, Kassandra affronta la flotta navale di "La Tempesta" con la sua nuova arma e riesce ad affondare tutte le navi compresa la nave di Fila. Quest'ultima naufraga sulla terraferma e qui viene raggiunta da Kassandra e sua madre Cleta. Nella conversazione la misthios scopre che anche Fila è una "Corrotta" come lei. Cleta cerca di riconciliarsi con lei ma invano, alla fine Kassandra e Fila si affrontano e quest'ultima viene sconfitta ma prima di morire si riconcilia con sua madre.

#### Una nuova vita
Sconfitto l'Ordine della Tempesta, Dario e Nataka sono pronti a salpare per lasciare la Grecia una volta per tutte per cominciare una nuova vita lontano e nascosti nell'ombra. Kassandra incoraggiata da Cleta chiede ai due di fermarsi per cominciare una nuova vita insieme. I tre ricevono da Cleta una casa nella città di Dime e qui cominciano una vita normale diventando contadini e per la prima volta Kassandra abbandona la via della spada per cimentarsi in una vita più tranquilla. Qui Kassandra e Nataka s'innamorano e tempo dopo hanno un figlio di nome Elpidio. I due sanno che l'Ordine degli Antichi potrebbe attaccarli in qualsiasi momento e Kassandra giura al suo amato che avrebbe fatto di tutto pur di proteggere la sua famiglia e soprattutto suo figlio Elpidio. Nonostante abbia cominciato una nuova vita, in qualche modo devono pur vivere e guadagnare delle dracme, così Kassandra a volte riprende il suo lavoro da misthios viaggiando nuovamente per la Grecia assentandosi per lunghi periodi, tuttavia ritorna sempre a casa dalla sua famiglia.

#### La ricerca di Elpidio
Dopo aver completato un incarico, Kassandra ritorna a casa ritrovandosi con Dario, Nataka e il piccolo Elpidio. Passano la giornata insieme tranquillamente ma alla sera il villaggio viene attaccato e qui scoprono che si tratta dell'Ordine degli Antichi. L'assalto è guidato direttamente da Amorge che dopo molti anni si ritrova faccia a faccia con Dario. Dario trattiene i soldati persiani per permettere a Kassandra, Nataka ed Elpidio di scappare. Arrivati sulla spiaggia la misthios decide di tornare indietro ad aiutare il suocero e qui combatte contro la coppia di assassini chiamati "Gli Immortali" riuscendo ad ucciderli entrambi. Ritorna alla spiaggia con Dario e qui trova il cadavere di Nataka ma di Elpidio nessuna traccia. I due disperati per la morte di Nataka giurano vendetta contro Amorge, inoltre Kassandra crede che suo figlio sia ancora vivo e con l'aiuto di Barnaba scopre che l'ordine si trova in Messenia e la misthios parte alla volta della regione. Giunta nella regione s'incontra con Dario per organizzare un piano per riprendersi Elpidio. Kassandra libera dei soldati ateniesi e i loro comandante stringendo un'alleanza con quest'ultimo per annientare gli spartani che si sono alleati con i persiani. La misthios dà la caccia a tutti i membri dell'ordine presenti in Messenia per poi organizzare lo scontro finale contro Dario. Prima di incontrarsi con quest'ultimo, Kassandra riceve una lettera da un luogotenente di Amorge con l'intenzione di fare un incontro amichevole. Il luogotenente di nome Gergis rivela a Kassandra la morte di Nataka e che Elpidio si trova al sicuro in un luogo misterioso. Subito dopo Kassandra si reca da Dario e insieme al luogotenente ateniese organizzano il piano per la battaglia finale.

#### La battaglia finale
Kassandra e Dario danno fuoco ai magazzini della capitale di Messenia per attirare fuori l'ordine. Il comandante ateniese con le sue truppe affronta le truppe persiane e nel mentre Kassandra e Dario si mettono alla ricerca di Amorge. Kassandra entra nella miniera di ferro dove qui incontra nuovamente Gergis, qui la misthios cerca di convincere l'uomo a lasciare l'ordine e che non devono per forza affrontarsi ma le sue parole non fanno effetto e affronta in duello Gergis uccidendolo. Subito dopo la misthios raggiunge il tempio di Zeus dove qui si trova faccia a faccia con Amorge. Quest'ultimo rivela che l'ordine vuole la pace e che sono disposti a tutto pur di arrivarci facendo capire che il fine giustifica i mezzi. Sul luogo giunge anche Dario e insieme a Kassandra affronta Amorge in un duello estenuante. Alla fine Dario scaraventa Amorge in un piccolo dirupo e quest'ultimo riesce a sopravvivere. Dario risparmia la vita all'amico perché ormai è sul punto di morire. Amorge prima di morire rivela dove ha nascosto Elpidio e dice a Kassandra che l'Ordine degli Antichi darà sempre la caccia a lei e alla sua stirpe. Dopo aver rivelato tale frase, il leader dell'ordine muore sotto gli occhi dei due. Il giorno dopo, Kassandra e Dario si recano sul luogo detto da Amorge e ritrovano Elpidio scoprendo che veniva curato da Dario II, futuro re di Persia. Kassandra riabbraccia suo figlio ma si rende conto Amorge aveva ragione e che suo figlio non sarà mai al sicuro con lei perché sarà sempre braccata dall'ordine. Dario propone a Kassandra di portarsi con sé Elpidio in un luogo sconosciuto dove nemmeno lei avrebbe saputo la destinazione, così facendo sarebbe stato al sicuro dall'Ordine degli Antichi. Kassandra seppur a malincuore accetta la proposta di Dario e gli consegna Elpidio per poi separarsi per sempre. La misthios prima di separarsi per sempre da suo figlio gli dice che lo amerà per sempre e che lei combatterà sempre per lui e la sua stirpe. Dario e Elpidio partono per mare senza rivelare la destinazione a Kassandra.

### La ricerca dei quattro manufatti

#### L'incontro con il padre
Dopo essersi ricongiunta con sua madre, Myrrine le rivela che potrà trovare informazioni su suo padre sull'isola di Thera, l'odierna Santorini, dove trova degli strani sistemi di specchi che se calibrati correttamente indicavano la posizione di un'antichissima struttura Isu, che racchiudeva tanta conoscenza da dover esser tenuta nascosta dagli uomini comuni per non scatenare il caos. Kassandra scopre l'entrata del sito e ne varca i portoni. Sotto il livello del mare, in un'enorme caverna fatta di materiali Isu trova il suo vero padre che si rivela essere Pitagora, sopravvissuto per circa 200 anni grazie al bastone di Ermete Trismegisto, un altro strumento Isu oltre alla lancia. Qui Pitagora gli rivela che la loro famiglia è una diretta discendente degli Isu capendo finalmente il motivo per cui la Setta di Cosmos ha sempre dato la caccia alla loro famiglia. Pitagora rivela a sua figlia che la loro stirpe doveva continuare, così hanno dato alla luce Kassandra e Alexios. Pitagora chiede aiuto alla figlia per sigillare Atlantide affinché nessuno possa mai trovarla. Kassandra dovrà uccidere quattro mostri mitologici corrotti dai frutti dell'Eden sparsi per tutta la Grecia.

#### Il Ciclope
Nel 420 a.C. Kassandra si trova sull'Isola di Citera e qui trova una folla inferocita contro le sacerdotesse perché hanno arrestato un Dio. Kassandra scopre che sull'isola c'è una persona di nome Empedocle che si crede una divinità e che conosce tutti gli Dei. Kassandra lo libera e questi gli chiede se può trovare la serratura per aprire la porta che lo avrebbe fatto tornare dagli Dei. La mercenaria lo recupera e per curiosità segue Empedocle per vedere dove arriva la sua follia. Il fanatico lo conduce su una piccola isola e qui Kassandra trova le rovine della Prima Civilizzazione. Apre la porta e qui trova una delle creature che gli aveva accennato Pitagora: un enorme Ciclope. La creatura uccide Empedocle ed inizia a combattere contro Kassandra. Dopo una dura battaglia la misthios uccide la bestia e recupera dal suo corpo il manufatto.

#### La Sfinge
Con l'aiuto di Pitagora, Kassandra scopre che uno dei manufatti si trova in Beozia. Dopo varie ricerche nel 420 a.C. la mercenaria trova un antico tempio Isu dove qui incontra il guardiano del manufatto: la Sfinge. La creatura si dimostrò senziente e in grado di parlare rivelando che il suo compito è proprio quello di proteggere l'antico manufatto, tuttavia può dare la possibilità ai mortali di impossessarsene a condizione che essi superino le prove della Sfinge. Quest'ultima dice degli indovinelli a Kassandra e la misthios riesce a indovinarli tutti, così facendo la Sfinge muore e Kassandra recupero il frutto dell'eden che le dava la vita.

#### Il Minotauro
Kassandra mentre si trova sull'Isola di Creta nel 420 a.C. si reca alle rovine del Palazzo di Cnosso e qui s'imbatte in un bambino di nome Ardo che gli rivela che sta aspettando suo padre che è entrato nel labirinto del Minotauro. Il bambino spiega che tempo fa suo padre insieme a un gruppo di mercenari è entrato nel labirinto con l'intenzione di uccidere la creatura ma solamente due sono usciti dal luogo. Kassandra decide di entrare nel labirinto ma scopre che l'entrata è sigillata, così chiede ad Ardo come abbia fatto suo padre ad entrare e il bambino gli suggerisce di chiedere a tre persone: il suo tutore, il collezionista e a un criminale chiamato "Pesce-Spada". Kassandra libera il tutore scoprendo che era stato catturato dalla setta di Cosmos con l'intenzione di recuperare il manufatto e scopre che la chiave del labirinto la possiede Ardo; dal collezionista scopre che il padre di Ardo è morto in combattimento. Infine Kassandra si reca da Pesce-Spada e scopre che questo è un traditore della setta e che dopo essere uscito dal labirinto è completamente impazzito. La mercenaria decide di ucciderlo. Kassandra ritorna dal bambino e si fa dare la chiave, dopodiché entra nel labirinto. Qui la misthios scopre con stupore che il labirinto in realtà è una costruzione della Prima Civilizzazione e che il Minotauro esiste davvero. Kassandra affronta la creatura e dopo un duro scontro uccide la bestia riuscendo a recuperare il manufatto.

#### Medusa
Nel 429 a.C. Kassandra mentre era in viaggio per la Grecia si reca sull'Isola di Lesbo e qui incontra un gruppo di rivoltosi che vogliono uccidere una donna di nome Brice accusandola di essere in combutta con la creatura chiamata "Terrore Serpeggiante". Kassandra salva Brice e la ragazza rivela alla misthios che la sua amata Ligea è stata rapita dalla suddetta creatura e che voleva salvarla. Kassandra decide di aiutare la ragazza e le due si recano nella foresta dove dimora la creatura e qui la mercenaria scopre che la creatura è in grado di pietrificare chiunque col solo sguardo, da tale indizio Kassandra capisce che il Terrore Serpeggiante è una delle creature che custodiscono gli artefatti per sigillare Atlantide. Kassandra e Brice si recano di fronte all'entrata della dimora della creatura trovandola chiusa. Brice rivela che giorni prima un gruppo di mercenari aveva affrontato la creatura riuscendo ad ucciderla. Kassandra rintraccia uno dei mercenari scoprendo che non erano stati loro ad ucciderla ma era stata la stessa Ligea che fa parte del gruppo "Figlie di Artemide". Dal cadavere del mercenario recupera la chiave e una nota dove scopre che Ligea dopo aver ucciso la creatura si trasforma nella medesima creatura: Medusa. Kassandra e Brice entrano nella dimora e Medusa trasforma in pietra Brice. Kassandra affronta la creatura e dopo un duello estenuante riesce a sconfiggerla e a recuperare il frutto dell'eden ponendo fine alla maledizione che affliggeva l'isola.

#### Il nuovo custode di Atlantide
Kassandra alla fine recupera tutti i manufatti ed essi li utilizza per sigillare Atlantide per sempre. Una volta fatto, una figura nota come Aletheia comincia a parlare con loro rivelandogli della guerra tra Isu e Umani. Pitagora sconsolato da tale cosa decide che non è ancora tempo per sigillare Atlantide perché ci sono ancora troppi misteri da risolvere. Kassandra gli spiega che non deve abusare del potere del bastone e condannare l'umanità alla distruzione solo per la sua sete di conoscenza. Pitagora dà ragione a Kassandra e capisce che il suo tempo come custode è terminato, così decide di passare il bastone a sua figlia facendola diventare la nuova Custode di Atlantide. Nel momento in cui Pitagora passa il bastone alla figlia, egli muore per poi dissolversi completamente. Tempo dopo, Kassandra riceve un misterioso messaggio e si reca dalla persona che lo ha mandato. Si reca su un isolotto in mezzo al Mar Egeo e qui incontra Aletheia stessa. La Isu spiega che secoli prima ha impiantato nel bastone la sua "anima" così che possa vivere nei secoli attraverso il bastone. La Isu spiega alla misthios che il suo compito è quello di custodire il bastone fino all'arrivo della persona chiamata "Erede dei Ricordi". Kassandra non capisce chi possa essere ma promette di custodirlo.

### Il destino di Atlantide

#### La missione di Aletheia
Mentre Kassandra continua la sua vita da misthios, ad un certo punto sente Aletheia che la chiama telepaticamente che le chiede di tornare ad Atlantide. Kassandra ritorna ad Atlantide e qui la Isu gli rivela che il suo compito come guardiano non è terminato e che deve svolgere la missione più importante: imparare a controllare il bastone. Aletheia rivela a Kassandra che se non imparerà a controllare il potere del bastone egli la distruggerà. La Isu gli rivela che tutto quello che sta per fare serve per l'Erede dei Ricordi. Aletheia crea delle simulazioni dove Kassandra si sarebbe addentrata per imparare a controllare il potere del bastone.

#### l'Elisio
Kassandra si addentra nella prima simulazione e giunge nell'Elisio, il paradiso della mitologia greca e romana. Qui Kassandra viene attaccata subito dalle guardie e una volta sconfitte conosce Ermes, che rivela di essere Ermete Trismegisto ovvero il creatore dell'omonimo bastone. Ermes rivela di essere un Isu e che l'Elisio è governato da Persefone, la moglie di Ade. Ermes rivela a Kassandra che per imparare a controllare il bastone deve recuperare dei poteri particolari chiamati "Visioni del Custode". Kassandra si mette alla ricerca di questi poteri e viaggiando nell'Elisio scopre che Persefone governa col pugno di ferro controllando tutto come una dittatrice. La misthios fa la conoscenza di Adone, un umano che vuole iniziare una rivoluzione contro la dittatura di Persefone. Ermes, innamorato di Persefone, chiede a Kassandra di aiutarlo a proteggere la sua amata. Così la misthios si ritrova ad aiutare entrambe le fazioni. Kassandra si allea con Ecate, migliore amica di Persefone, che vuole anche lei rovesciare l'amica perché è diventata malvagia. Kassandra svolge diverse missioni per entrambe le fazioni e alla fine scopre che il vero obiettivo di Ecate è rovesciare Persefone per diventare lei stessa la nuova regina dell'Elisio. Alla fine Kassandra si allea definitivamente con Adone che gli chiede di arruolare soldati per la loro rivoluzione e l'uomo chiede alla misthios di andare a reclutare un soldato molto potente che potrà aiutarli nella loro missione. Kassandra si reca da costui scoprendo che è Leonida, suo bis-nonno. Quest'ultimo dopo aver scoperto che Kassandra è sua nipote decide di aiutarla nella sua missione. Kassandra, Adone, Leonida e il loro esercito assaltano il palazzo di Persefone. Durante la battaglia la misthios affronta Ermes che cerca di fermarla ma alla fine viene sconfitta dalla misthios. La regina dell'Elisio non accettando la sconfitta di Ermes lo uccide. Kassandra si trova faccia a faccia con Persefone ma questa ha già un piano per sconfiggere la misthios. La regina dell'Elisio fa cadere un Frutto dell'Eden in un pozzo dove viene rincorso dal suo cane, subito dopo Persefone getta Kassandra nel pozzo. La misthios si risveglia e davanti a lei c'è il cane di Persefone che si è tramutato nel Cerbero grazie al Frutto dell'Eden. La prima simulazione di Aletheia finisce e Kassandra ritorna istantaneamente in Grecia.

#### l'Ade
Kassandra entra nella sua seconda simulazione ripartendo da dove si era interrotta. Affronta la creatura riuscendo a sconfiggerla dopo un duro combattimento e a recuperare il Frutto dell'Eden, dopodiché esplora la zona scoprendo che è precipitata nell'Ade, il regno dei morti. Viene raggiunta da Ade stesso che la rimprovera per aver fatto precipitare l'Ade nel caos assoluto, perché il Cerbero fungeva da guardiano e manteneva equilibrio tra il regno dei vivi e dei morti. I due stringono un patto dove Kassandra avrebbe cercato nell'Ade quattro guerrieri che sarebbero diventati i nuovi guardiani degli inferi e Ade avrebbe insegnato alla misthios come potenziare il potere del bastone. Kassandra esplora l'Ade e scopre che alcuni luoghi non può accedervi se non possiede un'armatura speciale, che grazie a Caronte riesce a scoprire chi sono coloro che posseggono i pezzi dell'armatura. La misthios esplorando l'Ade affronta avversari che ha ucciso quando erano in vita e tra questi alcuni membri della Setta di Cosmos. Kassandra s'imbatte anche in Brasida e Febe aiutandoli a risolvere questioni personali e a dar loro la pace. Dopo varie ricerche alla fine riesce a trovare tutti i pezzi dell'armatura speciale, così facendo riesce a raggiungere ogni luogo dell'Ade e a sigillare tutte le fratture del Tartaro. Nel suo viaggio per l'Ade aiuta Caronte a dare pace alle anime tormentate che in vita non hanno avuto una morte degna. Alla fine Kassandra riesce a trovare quattro guerrieri adatti per farli diventare i nuovi guardiani degli inferi: Perseo, Achille, Agamennone ed Eracle. Kassandra affronta i quattro guerrieri leggendari riuscendo a sconfiggerli dopo un estenuante duello e a renderli guardiani dell'Ade. Dopo aver aiutato Ade, la misthios trova altre Visioni del Custode riuscendo ad aumentare il potere del bastone. La misthios dopo aver completato tutte le sue missioni si reca da Ade per farsi insegnare a controllare meglio il bastone, ma il signore degli inferi gli dice che non ha mai voluto promettergli nulla e che lei dovrà rimanere negli inferi a svolgere la mansione di guardiano come punizione per aver ucciso il Cerbero. Kassandra si oppone all'Isu ed inizia un estenuante duello contro Ade riuscendo a sconfiggerlo. Con la sconfitta di Ade, la seconda simulazione di Aletheia termina.

#### Atlantide
Kassandra entra nella terza e ultima simulazione dove riprende da dove si era interrotta. Sconfitto Ade è sul punto di ucciderlo ma sul luogo giunge Poseidone che rimasto affascinato dalle abilità e dalla morale di Kassandra decide di portarla con sé ad Atlantide. La misthios giunge nella mitica città durante i tempi d'oro scoprendo che in realtà era una città Isu dove Isu e umani coabitavano. Poseidone rivela alla misthios che l'ha sempre osservata spiegandogli come è rimasto affascinato dalle sue imprese in Grecia, nell'Eliseo e nell'Ade che decide di renderla dicaste di Atlantide, ovvero, una giudice che ha il compito di risolvere le tensioni tra Isu e umani avendo il pieno controllo su ogni cosa e decisione. Kassandra all'inizio rifiuta perché è stufa di aiutare gli Isu ma Poseidone gli rivela che Atlantide è il luogo giusto per apprendere completamente il potere del bastone e la conoscenza Isu. Il Dio dei mari rivela a Kassandra che lei è metà Isu e metà umana rivelandogli l'origine della sua grande forza e abilità. Poseidone rivela a Kassandra di esplorare Atlantide e aiutare i loro abitanti, così facendo avrebbe imparato a controllare il bastone e ad apprendere il sesto senso chiamato "Conoscenza". Kassandra alla fine accetta e s'incontra con Atlante per ottenere incarichi in città. Subito dopo ella incontra Atlante, secondo in comando di Poseidone, e gli chiede di aiutare gli Arconti della città nelle loro faccende. La misthios aiuta i fratelli di Atlante e scopre che le tensioni tra umani e Isu non hanno intenzione di scomparire. Kassandra incontra un'umana di nome Elpis, che si rivela essere l'amante di Atlante, e l'aiuta a diventare una Isu per governare Atlantide insieme al suo amato, tuttavia dopo che ella è diventata Isu uccide accidentalmente Atlante e sale ugualmente al trono. La misthios incontra un'altra umana che per colpa di un manufatto si trasforma in un licantropo e uccide innocenti. Kassandra comincia a indagare su tale cosa e scopre che degli Isu stanno effettuando esperimenti sugli umani ed ella trova un laboratorio dove al suo interno trova le quattro creature guardiani di Atlantide che in passato aveva sconfitto. Qui Kassandra fa la conoscenza dell'Isu di nome Aita che si rivela essere l'artefice di quelle creature e sugli esperimenti sugli umani affermando che la razza umana sono di fatto cavie da laboratorio visto che li hanno creati loro. La misthios libera gli umani e si reca da Poseidone per avvertirlo di tale cosa e sul luogo giungono Aita e sua moglie Giunone che hanno intenzione di utilizzare la razza umana per salvaguardare la razza Isu da una catastrofe futura. I due rivelano che hanno liberato la loro ultima creazione, ovvero, il Centimano. Poseidone sconfigge Aita e Giunone e supplica Kassandra di uccidere la creature. La misthios si reca sotto il palazzo di Poseidone e affronta l'enorme creatura riuscendo ad ucciderla e a recuperare il manufatto che le dava vita. Una volta fatto, Poseidone le dice che il destino di Atlantide è ormai arrivato e che ormai non si può più tornare indietro. Kassandra inserisce in un meccanismo il frutto dell'eden del Centimaro e del Cerbero e con il Bastone di Ermete Trismegisto aziona la distruzione di Atlantide. Così facendo termina la terza e ultima simulazione.

#### La verità sulle simulazioni
Kassandra esce dalla simulazione e ricompare di fronte ad Aletheia. Quest'ultima le rivela che le simulazioni erano in parte vere ed erano basate su ricordi veri degli Isu che ha avuto modo di incontrare. Tutto quello che Kassandra ha vissuto nell'Elisio, nell'Ade e ad Atlantide era vero al 50% e che così facendo ha potuto imparare appieno il potere del bastone e conoscere meglio la razza Isu. Aletheia prima di sparire rivela a Kassandra che dovrà aspettare molti secoli prima dell'arrivo dell'Erede dei Ricordi e che dovrà attendere pazientemente. Kassandra ormai ha accettato il suo ruolo fondamentale e giura ad Aletheia che attenderà l'arrivo dell'Erede dei Ricordi e proteggerà Atlantide.

### Isola di Skye
Col passare dei secoli Kassandra ottiene il pieno controllo del bastone e comincia a cercare i vari manufatti Isu sparsi in tutto il mondo e durante i suoi viaggi conosce gli Occulti ottenendo una lama celata. Nel 880 d.C. viaggia verso la Scozia precisamente sull'Isola di Skye per cercare un manufatto che sta causando incubi agli abitanti, qui durante le sue ricerche s'imbatte in Eivor guerriero/a vichingo/a che si trova lì per aiutare gli abitanti. In un primo momento Kassandra ed Eivor si affrontano ma dopo aver visto che entrambi posseggono una lama celata si alleano per debellare i poteri del manufatto riuscendo a trovare l'entrata della cripta. Eivor si allea con Kassandra ed ella rivela che gli incubi sono causati da un antico manufatto creato da un'antica razza. Dopo aver scoperto il luogo dove è nascosto Eivor e Kassandra discutono su come proseguire e alla fine Morso di Lupo decide di continuare da solo/a e si mette alla ricerca delle chiavi della cripta. Dopo averle trovate tutte viene raggiunto/a da Kassandra riappacificandosi. Nella cripta recuperano il frutto dell'eden ponendo fine agli incubi sull'isola. Prima di ripartire Eivor invita Kassandra a festeggiare la loro vittoria dopodiché la guerriera spartana lascia la festa salutando il/la norreno/a felice di averlo/a conosciuto/a.

### Morte
Kassandra adempie al suo compito di custode e per duemila anni è stata a guardia della città e nel mentre ha viaggiato in ogni parte del mondo vedendo l'evoluzione dell'umanità e la guerra tra Assassini e Templari. Nel 2018 Layla Hassan trova l'entrata di Atlantide e anche Kassandra che ormai ha più di 2400 anni. Kassandra capisce che Layla è la persona chiamata "Erede dei Ricordi" e passa il bastone a lei come le aveva chiesto Aletheia secoli prima. La misthios poco prima di cedere il bastone, chiede a Layla di distruggere tutti i Frutti dell'Eden dopo che avrà completato la sua missione. Come successo con suo padre secoli prima, nel momento in cui Kassandra cede il bastone di Ermete Trismegisto ella muore ma felice perché si può ricongiungere con le persone a lei care; dopodiché si dissolve nel nulla.

## Eredità
Le azioni di Kassandra hanno svolto un ruolo fondamentale sia per l'ordine degli assassini che per la Guerra del Peloponneso. Essendo una mercenaria ha viaggiato per tutta l'Antica Grecia combattendo numerose volte diventando famosa e allo stesso tempo temuta. Le sue azioni durante la guerra tra Sparta e Atene sono state fondamentali che hanno portato alla vittoria Sparta. Quando Kassandra seppe della verità sulla Setta di Cosmos cominciò a viaggiare per tutta la Grecia dando la caccia a ogni membro fino ad ucciderlo. La setta infatti aveva il controllo su ogni cosa nel mondo Greco e Kassandra riuscì ad estirparlo completamente liberando l'antica Grecia. La mercenaria combatté anche con un'altra setta segreta, l'Ordine degli Antichi, che aveva intenzione di ampliare il suo potere sulla Grecia ma venne sconfitta anch'essa. Per aver estirpato ben due sette segrete, Kassandra è considerata una dei precursori degli assassini, inoltre ella inconsciamente è diventata fondamentale per una delle basi dell'Ordine degli Assassini. Kassandra infatti è l'antenata di Aya, la co-fondatrice degli Occulti che poi in futuro sarebbero diventati l'Ordine degli Assassini. La cosa più grande che ha lasciato Kassandra è il suo forte collegamento con gli Isu, infatti quando ottenne il Bastone di Ermete Trismegisto divenne la guardiana di Atlantide, così facendo poté comunicare con gli Isu stessi. Nel 2018 successivamente lo passò a Layla Hassan.

## Personaggio

### Personalità
Kassandra essendo una misthios ha un unico obiettivo: guadagnare dracme. Pur di guadagnare soldi Kassandra è disposta a fare qualunque cosa, infatti partecipa spesso alle battaglie tra Sparta e Atene e si schiera solamente dalla fazione che la pagava di più. Non ci pensa due volte ad uccidere se gli serve per guadagnare delle dracme. A causa di questa sua passione per il denaro non è ben vista da molti cittadini della Grecia che la ritengono egoista e priva di principi ma ella non gli dà tanta importanza, infatti se il suo cliente non la paga è solita intimidire o minacciare se non riceve il suo compenso. Quando è arrabbiata o frustrata è solita pronunciare la parola "Malaka" che in greco antico è una sorte di insulto vario. Nonostante questo suo comportamento rude è una persona buona e spesso rinunciava alle dracme se secondo lei era la cosa giusta da fare. Nonostante sia una mercenaria è molto ironica e parla spesso durante le battaglie o situazioni ritenute molto delicate. Come ogni greco è un'amante del vino.
Durante la guerra del Peloponneso ha potuto conoscere molte figure storiche dell'epoca passati alla storia tra cui Erodoto, Socrate, Pericle, Platone, Ippocrate e Aristofane e spesso decide di fermarsi ad Atene per discutere amichevolmente con loro sui vari temi di cui erano esperti e spesso sono stati i consigli di Kassandra a ispirare tali figure storiche.
Da bambina ha vissuto a Sparta con sua madre Myrrine, suo fratello Alexios e suo padre adottivo Nikolao. Per tutta la sua infanzia ha vissuto felicemente ed è sempre stata legata alla sua famiglia, tuttavia quando l'oracolo disse a Nikolao di uccidere Alexios, Kassandra cercò di fermarlo e fu spinta dalla montagna insieme al fratello. Da quel giorno ella cominciò a provare un odio profondo per suo padre Nikolao, per Sparta e per l'oracolo. Nonostante odi Sparta è fiera di essere di origine spartana perché infatti solo i veri spartani sono dei veri guerrieri ed ella si vanta spesso per la sua grande abilità nel combattimento. Quando Kassandra scopre che sua madre è viva comincia a cercarla e quando finalmente le due si riuniscono la mercenaria, come affermato da lei stessa, ha di nuovo sentito la felicità perché da quando si è separata dalla sua famiglia nonostante abbia continuato la sua vita è sempre stata triste e infelice. Tuttavia a Cefalonia conobbe Markos e Febe che i due divennero la sua nuova famiglia: Markos decise di adottarla e Febe divenne la sua migliore amica. 
Il rapporto che Kassandra ha con Febe va oltre una semplice amicizia, infatti la misthios considera la bambina come una sorella minore e cerca sempre di guidarla sulla strada giusta e quindi Kassandra assume spesso il ruolo di madre. Febe a sua volta ammira molto Kassandra e la ritiene imbattibile. Quando Febe viene uccisa dalla Setta di Cosmos, Kassandra ne esce distrutta e comincia a incolparsi per non averla protetta e tale colpa se lo porterà per tutta la vita e ogni volta che ripensa a lei o trova qualcosa che la ricorda cade in depressione.
Kassandra possiede un'aquila di nome Ikaro con la quale ha stretto un rapporto simbiotico al punto di vedere attraverso i suoi occhi, una sorta di antenato dell'Occhio dell'Aquila. Ikaro infatti è molto affettuoso con Kassandra e visto che nell'Antica Grecia si diceva che Zeus assumesse la forma d'aquila si diceva che Ikaro fosse un dono di Zeus e che lei era una prescelta degli Dei, ecco come ottenne il soprannome di "Portatrice d'Aquila" o "Ombra dell'Aquila". Quando muore Ikaro anche in questo caso Kassandra cade nello sconforto e cita spesso il suo compagno durante le varie battaglie.
Kassandra quando scopre l'obiettivo della Setta di Cosmos e che furono loro a distruggere la sua famiglia, ella comincia a provare un odio profondo verso la setta giurando vendetta verso ognuno di loro e che l'avrebbe distrutta. Nonostante la guidasse la vendetta, ella lottava anche a nome di tutta la Grecia perché non voleva che altre famiglie subissero la stessa sorte della sua famiglia per colpa della Setta. Sebbene Alexios fa parte della Setta, Kassandra sa benissimo che lo hanno traviato e trasformato in un mostro e insieme a sua madre cerca di farlo ragionare e fargli capire che può di nuovo essere felice. Kassandra cerca in ogni modo di convincerlo a redimersi consegnandogli anche la sua lancia per fargli capire che possono essere ancora una famiglia. La misthios affronta anche Alexios per fargli capire la verità e alla fine riesce nel suo intento ma il fratello per espiare le colpe del suo passato decise di uccidersi con la lancia di sua sorella.
Quando Kassandra partorisce suo figlio Elpidio, ella diventa una madre amorevole promettendo di proteggere suo figlio per sempre. Tuttavia sapendo che l'Ordine degli Antichi avrebbe dato la caccia a lei avrebbe messo in pericolo anche suo figlio, così con grande tristezza lo affida a Dario che poi si dirige in Egitto dove vivranno. Prima di dire addio a suo figlio, ella gli dice che qualunque cosa accadrà lei gli vorrà sempre bene.
Quando diviene immortale il suo unico obiettivo è quello di attendere l'arrivo dell'Erede dei Ricordi e nella ricerca dei manufatti Isu sparsi per il mondo. Anche se non lo ammette facilmente lei è molto triste di questa vita rimpiangendo quella precedente perché essendo immortale ha visto morire ogni sua persona cara e purtroppo per secoli non ha potuto stringere nessun legame emotivo per evitare conseguenze e anche perché vuole evitare di soffrire ancora la perdita di una persona cara. Questa sua lotta solitaria le crea un disagio psicologico al punto che non si sente a suo agio in mezzo a tante persone e preferisce rimanere sola. Quando conosce Eivor è molto felice dell'amicizia con il/la norreno/a e infatti i/le due festeggiano la buona riuscita della missione insieme bevendo e festeggiando cosa che Kassandra non fa da secoli ringraziando sinceramente Eivor per il suo buon cuore non dimenticandosi mai di lui/lei.

### Attrezzatura e abilità
Kassandra fin da bambina viene addestrata da Nikolao utilizzando gli allenamenti dei soldati spartani. Kassandra è diventata un'esperta guerriera riuscendo a maneggiare ogni tipo di arma: spade, lance, mazze, bastoni, asce e archi. In combattimento utilizza le tecniche di combattimento degli spartani ed è in grado di affrontare più nemici riuscendo a sconfiggerli con estrema facilità. A differenza dei soldati spartani, Kassandra non utilizza uno scudo in battaglia ma si serve della Lancia di Leonida, il frutto dell'eden di suo nonno Leonida. Kassandra col tempo divenne una dei mercenari più forti e conosciuti di tutta la Grecia, riuscendo a scalare le gerarchia sconfiggendo i mercenari più potenti e a sconfiggere i gladiatori dell'arena di Pefka. Quando divenne immortale grazie al bastone in un momento imprecisato della storia incontra gli Occulti e questi le donano una Lama Celata.
Con gli anni ha sviluppato anche altre abilità tra cui muoversi silenziosamente e uccidere di nascosto i nemici. È un'esperta del parkour e riesce ad arrampicarsi praticamente ovunque, anche su scogliere rocciose molto ripide. È anche un'abile cacciatrice e riesce ad uccidere animali molto feroci tra loro come ad esempio leoni, orsi e lupi. La sua maestria nella caccia le ha permesso di sviluppare anche la capacità di addomesticare gli animali selvaggi facendoli combattere insieme a lei. Durante i suoi viaggi ha affrontato anche le bestie leggendarie che venivano considerate come le più potenti e ritenute impossibili da battere.
Con la sua aquila Ikaro ha stretto un legame simbiotico al punto che Kassandra riesce a vedere attraverso i suoi occhi, così facendo può scoprire quanti nemici si trovano in una determinata zona e dove si trova il suo bersaglio. Tale abilità è uguale a quella che possiede Bayek con la sua aquila Senu.
Quando diviene capitano dell'Adrestia, dimostra fin da subito di esser una brava capitana e di ottenere la fiducia dei suoi uomini. Riesce ad affondare le navi nemiche e di abbordarle riuscendo sempre a vincere. È un'abile nuotatrice: riesce a nuotare a molti metri sott'acqua, riuscendo a trattenere il fiato molto a lungo, inoltre è in grado di affrontare anche le creature marine, principalmente gli squali.

#### Lancia di Leonida
Kassandra al posto dello scudo spartano, in battaglia utilizza la lancia di suo nonno Leonida. La lancia è un frutto dell'eden creato degli Isu e come tutti gli altri artefatti possiede dei poteri mistici. Suo nonno Leonida sapeva utilizzare i poteri della lancia fin da subito, Kassandra ci impiegò un po' a sfruttare tutto il potere della lancia ma riuscì nell'impresa. Kassandra la utilizza per assassinare di nascosto i suoi nemici ma la utilizza anche i battaglia. La lancia dona una grande forza a Kassandra moltiplicando la sua forza, infatti la mercenaria con essa è in grado di affrontare gli esperimenti scientifici degli Isu: Ciclopi, Gorgoni e Sfingi. La lancia aumenta anche l'adrenalina di Kassandra facendola muovere più velocemente. Essa oltre ad donare abilità in battaglia può anche curare le ferite di Kassandra e intingere le armi di fuoco o di veleno. Può creare onde d'urto talmente potenti da scagliare via i nemici.

#### Bastone di Ermete Trismegisto
Il Bastone di Ermete Trismegisto è un manufatto Isu come la Lancia di Leonida, tuttavia a differenza di quest'ultima è molto più potente. Quando Kassandra ottenne il bastone da suo padre biologico Pitagora ottenne tutti i poteri mistici. Il bastone dona l'immortalità e l'eterna giovinezza, grazie ad esso Kassandra non ha più il bisogno di mangiare e bere rendendola di fatto una divinità. Il bastone può essere considerato come uno dei frutti dell'eden più potenti mai creati, infatti oltre a donare l'immortalità dona altri poteri sovrannaturali. Con esso Kassandra può trasformare i suoi attacchi normali in vere e proprie onde d'urto, inoltre può ricoprirsi il corpo in un'armatura invisibile che la rende temporaneamente invincibile e immune a ogni attacco fisico. Può potenziare le sue armi e renderle più potenti del solite e infonderle del potere degli Isu.

### Vita sentimentale
Kassandra essendo una donna molto forte e caparbia ha una vita sentimentale molto particolare, infatti lei passa spesso le notti con persone diverse che possono essere di sesso diverso, infatti lei è bisessuale. Di solito Kassandra se gli interessa una persona è solita fare il primo passo con approcci espliciti alludendo a doppi sensi. È solita anche frequentare bordelli o a partecipare a orge come era normale fare nell'Antica Grecia. Raramente rifiuta di fare sesso ma di solito il motivo è perché la persona in questione non gli interessa. 
Quando conobbe Dario ella conobbe anche suo figlio Natakas. Durante le loro imprese contro l'Ordine degli Antichi i due cominciano ad avvicinarsi e alla fine s'innamorano dando alla luce il loro bambino di nome Elpidio.

## Omicidi commessi
Kassandra essendo una mercenaria molti dei suoi incarichi erano per lo più assassini ed ella non si faceva scrupoli ad uccidere il suo bersaglio che poteva essere un civile, un guerriero, un mercenario o un capo di una regione. Ha affrontato numerose battaglie uccidendo numerosi avversari tra i quali anche i mercenari che le davano la caccia quando aveva una taglia. Il numero delle sue uccisioni non è ben definito e possono essere migliaia le persone che ha ucciso durante i secoli. Quando ha dato la caccia alla Setta di Cosmos ha ucciso tutti i loro adepti sparsi in tutta la Grecia, inoltre ha ucciso numerosi membri dell'Ordine degli Antichi.

## Curiosità
- Kassandra è uno dei due protagonisti selezionabili di Assassin's Creed: Odyssey, insieme ad Alexios. Indipendentemente da chi il giocatore sceglie i due personaggi condividono la stessa storia, tuttavia Ubisoft ha confermato che quello canonico è Kassandra. Se il giocatore sceglie Kassandra come protagonista, il suo ruolo e quello di Alexios si invertono e quest'ultimo ne diventa il fratello minore. Indipendentemente da ciò, entrambi condividono le stesse opzioni romantiche.
- Kassandra ha una cicatrice su labbro superiore destro.
- Kassandra è l'unico personaggio della serie che ha incontrato la persona che ha visto i suoi ricordi.
- Ella è il personaggio più longevo della serie avendo vissuto per 2400 anni grazie al Bastone di Ermete Trismegisto.
  - Infatti nella conversazione con Layla rivela di aver viaggiato nel mondo e di sapere della guerra tra Assassini e Templari che è cominciata per causa sua.
- Nonostante ella abbia combattuto insieme a Dario per la libertà del popolo, solamente quest'ultimo viene ricordato dall'Ordine come uno dei Precursori degli Assassini.

- A differenza del suo successore Bayek di Siwa, che possiede la maggior parte delle sue connessioni con un'aquila, Kassandra sembra averne di più con un falco, dal momento che contrariamente al successore stesso combatte quasi sempre al fianco sia dei suoi parenti che al fianco della sua ciurma reclutata sull'Adrestia, mentre per quanto riguarda Bayek combatte nella maggior parte dei casi in solitario e le uniche persone a cui lascia spazio per unirsi a lui sono i suoi apprendisti Occulti.